# Clicker Heroes
Clicker Heroes — інкрементальна гра, розроблена американською незалежною студією Playsaurus. Спочатку гра вийшла для браузерів у 2014 році, для мобільних пристроїв у 2015 році та для консолей Xbox One і PlayStation 4 у 2017 році. Гра є спінофом попередньої гри Cloudstone від Playsaurus, з якої взято багато графічних елементів.
Clicker Heroes — безкоштовна гра, але гравці можуть здійснювати мікротранзакції, щоб купити ігрову валюту під назвою «рубіни». Ця валюта не потрібна для проходження гри; вона була додана через деякий час, і численні ігрові механізми зосереджені на отриманні преміальної валюти в грі.
Clicker Heroes отримала схвальні відгуки критиків; Натан Грейсон з Kotaku назвав її «ідеальним відволіканням в середі офісного простору».

## Геймплей
У Clicker Heroes гравець натискає на монстра, щоб завдати шкоди та зрештою вбити його. Після вбивства з монстра падає золото, яке можна використати для покращення та купівлі персонажів (героїв). Придбані персонажі автоматично завдають шкоди монстру, збільшуючи загальну шкоду гравця в секунду. Гра проходить без участі гравця. Щоб перейти на наступний рівень, гравець повинен вбити десять ворогів за один рівень. Починаючи з п'ятого рівня, кожен п'ятий рівень є рівнем боса, для проходження якого потрібно вбити лише одного монстра. На рівні боса є таймер; гравець повинен вбити боса протягом відведеного часу. Між рівнями 100 і 1000 кожен бос сотої зони є босом «центуріона», який після вбивства дає Душі Героя. Крім того, кожен бос після рівня 100 має 25 % шанс бути «первісним». Первісні боси дають набагато більше Душ Героїв на пізніших етапах гри.
Метою клікерів Героїв є отримання Душ Героїв, які можна використати для купівлі Древніх, що дають гравцеві переваги, характер яких залежить від того, якого Древнього придбано. Після вбивства первісних босів гравець повинен здійснити Вознесіння, щоб отримати Душі Героїв. Згодом основною механікою гри став Перехід (Transcension), який відкривається після проходження 300 рівня.

## Розробка та випуск
Clicker Heroes вийшла як флеш-гра на ігровому веб-сайті Kongregate у серпні 2014 року та на Armor Games у вересні 2014 року. Вона вийшла на платформі Steam у травні 2015 року для Microsoft Windows і OS X. 20 серпня 2015 року Clicker Heroes вийшла для iOS та Android. Версія 1.0 вийшла в червні 2016 року. У травні 2019 року версія для iOS приносила дохід у розмірі 200—300 доларів США на день, поки міжнародна суперечка щодо торгової марки не змусила Apple видалити гру з магазину додатків. Браузерну гру було перезапущено на ігровому рушії Unity у вересні 2022 року на ігровій платформі CrazyGames після періоду недоступності через припинення використання Flash.

## Прийом
Clicker Heroes отримав дуже схвальні відгуки критиків. Натан Грейсон з Kotaku сказав, що гра «[є] ідеальним відволіканням в середі офісного простору». Письменник Eurogamer Крістіан Донлан сказав, що гра стала його «ігровим секретом» і викликає сильну залежність. Письменник Forbes Пол Тассі сказав, що якщо гра набере популярності на мобільному ринку, вона може стати найкращою мобільною грою 2015 року. Семмі Баркер із Push Square оцінив гру в 5/10, заявивши: «Забагато цегляних стін [sic] заважають Clicker Heroes досягти вершин AdVenture Capitalist, але це все одно страшенно захоплююча інкрементна гра».
Популярність Clicker Heroes в Steam ініціювала випуск інших інкрементних ігор на цій платформі. Clicker Heroes надихнула створення інших ігор, таких як The Longing.

## Продовження
Playsaurus створив продовження під назвою Clicker Heroes 2, яке було доступне в ранньому доступі Steam у 2018 році. На відміну від оригінальної Clicker Heroes, Clicker Heroes 2 не є безкоштовною. Gravity найняла Playsaurus для розробки версії Clicker Heroes на тему Ragnarok Online під назвою Ragnarok Clicker, яка вийшла 3 серпня 2016 року.